# Lista de bairros de Fundão (Espírito Santo)
Esta é uma lista de bairros de Fundão, município brasileiro do estado do Espírito Santo, organizada por distrito. Fundão possui três distritos além da sede, nos quais os bairros são distribuídos: Praia Grande, Timbuí e Irundi. Não há uma divisão legal dos bairros do município.

## Fundão
- Agrim Correia;
- Beira Linha;[4][5][6]
- Beira Rio;
- Campestre I;[6]
- Campestre II;[6]
- Centro;
- Cocal;[7]
- Orly Ramos;
- Oseias;
- Santa Marta;
- Santo Antônio;
- São José;
- Sischini.

ComunidadesAlto da Penha, Araraquara, Areinha, Assentamento Piranema, Cachoeirinha, Carneiros, Chapoa, Córrego do Jacaré, Itaquandiba, Morro Cavalinho, Munitura, Pasto Fundão, Piranema, Rio Pardo.

## Timbuí
- Timbuí.

ComunidadesDestacada, Encruzo, Fundão dos Índios, Itabira do Furado, Jundiaquara, Mundo Novo, Mutrapeba, Mutrapina, Passo Sunga, Sauanha.

## Praia Grande
- Costa Azul;[10]
- Direção;
- Enseada das Garças;
- Mirante da Praia;
- Murilo Praia;
- Praia Grande;
- Rio Preto.
- Vila Tongo.

ComunidadesIriri, Itapebuna, Janguetá.

## Irundi
ComunidadesAlto Piabas, Cachoeirão, Carneiros, Duas Bocas, Goiapaba-Açu, Piabas, Três Barras, Valão Grande.